# Abisso Cape Johnson
L'abisso Cape Johnson, a volte indicato anche semplicemente come abisso Johnson, è un abisso marino situato nella parte occidentale dell'Oceano Pacifico. Con i suoi 10.497 m di profondità è il secondo punto più profondo della fossa delle Filippine, dopo l'abisso Galathea.

## Localizzazione geografica
L'abisso Cape Johnson si trova nella parte centrale della fossa delle Filippine, a ovest dell'isola filippina di Siargao, tra l'abisso Galathea a nord e l'abisso Emden a sud. Le sue coordinate sono 11°N e 127°W.

## Etimologia
Il suo nome deriva da quello della nave americana Cape Johnson il cui equipaggio nel 1945 effettuò misure delle profondità marine con l'ecoscandaglio.